# Budd Dwyer
Robert Budd Dwyer (St. Charles, 21 de novembro de 1939 — Harrisburg, 22 de janeiro de 1987) foi um político norte-americano da Pensilvânia que cometeu suicídio com um tiro na boca durante uma entrevista coletiva transmitida pela televisão.

## Carreira
Budd Dwyer graduou-se no Allegheny College, na cidade de Meadville, Pensilvânia. Fez mestrado em Educação e lecionou a disciplina de Estudos Sociais. Foi técnico do time Cambridge Springs de futebol americano. Um republicano, Dwyer foi membro da câmara da Pensilvânia de 1965 a 1970, e do senado da Pensilvânia de 1970 a 1980. Após seu mandato de senador, Dwyer mudou-se para o tesouro nacional, posição que ocupou logo abrangente de sua morte.

## Polêmica e condenação
Durante o começo da década de 1980, trabalhadores do estado da Pensilvânia empregaram milhões de dólares no sistema previdenciário federal. Como resultado, o estado passou a aceitar operações de companhias privadas para calcular a quantidade do fundo a qual cada trabalhador tinha direito.
Uma empresa, a Computer Technology Associates, da Califórnia, foi adquirida por um indivíduo da cidade de Harrisburg chamado John Torquato Jr., que utilizou seus contatos na área e uma série de subornos para obter o contrato, na época de US$ 4,6 milhões. Um memorando anônimo foi enviado ao escritório do então governador da Pensilvânia, Dick Thornburgh, informando a ele o que tinha acontecido.
No final do ano de 1986, Budd Dwyer foi acusado de receber uma quantia de US$ 300 mil. Uma barganha feita entre Torquato e o presidente do Partido Republicano no Condado de Dauphin, William Smith — que também era procurador de sua própria esposa e de Torquato — os indicava para testemunhar em defesa de Dwyer. Este fato, juntamente com a recusa do governador em indicar os nomes dos outros culpados, complicou a defesa de Dwyer, pois tudo indicava que os outros envolvidos eram membros do Partido Republicano do Condado de Dauphin. Durante este período, a defensoria do estado ofereceu a Dwyer uma barganha de pegar no máximo cinco anos de cadeia, em troca de um testemunho de culpa, retratação pública e cooperação com as investigações.
Dwyer recusou a oferta e continuou a alegar inocência no caso, da mesma forma que todos ligados a ele. Legalmente, Dwyer poderia continuar a trabalhar na tesouraria do estado até que sua sentença fosse pronunciada. A pena máxima para Dwyer chegava a 55 anos de cadeia e a devolução dos US$ 300 mil.

## Suicídio diante das Câmeras
Em 22 de janeiro de 1987, na véspera do pronunciamento de sua sentença, Budd Dwyer convocou uma coletiva de imprensa para "esclarecer o caso". Muitos acreditaram que se trataria de uma resignação pública.
Na conferência, Dwyer, nervoso e agitado novamente alegou inocência, e declarou que ele não se afastaria da tesouraria do estado. Aqueles que estavam presentes ouviram suas palavras finais:
Eu agradeço ao bom Deus por ter me concedido 47 anos de desafios instigantes, experiências estimulantes, muitos momentos felizes e, mais do que tudo, a melhor esposa e os melhores filhos que qualquer homem desejaria ter.
Agora minha vida mudou, sem uma razão aparente. As pessoas que me telefonam e escrevem estão exasperadas e sentindo-se desamparadas. Eles sabem que eu sou inocente e quero ajudar. Mas neste país, a maior democracia do mundo, não há nada que eles possam fazer para evitar que eu seja punido por um crime que eles sabem que eu não cometi. Alguns disseram que eu era um Jó dos tempos modernos.
O juiz Malcom Muir é conhecido por suas sentenças medievais. Eu enfrento uma pena máxima de 55 anos numa prisão e o pagamento de US$ 300 mil por ser inocente. O juiz Muir já sinalizou à imprensa que ele, entre aspas, "sentiu-se mal" quando nos foi colocada a culpa, e que planeja me condenar em detrimento dos outros envolvidos. Mas não seria o caso porque cada um dos outros acusados que me conhece sabe que eu sou inocente; isto não legitimaria a punição porque eu não fiz nada de errado. Minha prisão, sendo eu vítima de perseguição política, seria simplesmente um gulag americano.
Eu peço àqueles que acreditam em mim para continuarem com sua amizade e que rezem pela minha família, que continuem a trabalhar por um verdadeiro sistema judicial aqui nos Estados Unidos, e que continuem com os esforços para me ratificar, assim minha família e suas futuras famílias não ficarão maculadas pela injustiça que está sendo perpetrada sobre mim.
Acreditamos que a justiça e a verdade sempre prevalecem, e eu serei inocentado e nós devotaremos o resto de nossas vidas ao trabalho para criar um sistema de justo aqui nos Estados Unidos. O veredito de culpa está cada vez mais ganhando força. Mas na medida em que discutimos nossos planos para expor as mazelas de nosso sistema legal, as pessoas têm dito "por que, irmão?", "ninguém se importa!", "você age como um tolo!", o 60 Minutes, o 20/20, a União Americana pelas Liberdades Civis, Jack Anderson e outros que têm publicado estes casos durante anos, e isso não incomoda ninguém…— Budd Dwyer
Neste momento, Dwyer parou de ler seu discurso e chamou três de seus assessores, entregando um envelope a cada um deles. Depois descobriu-se que um continha uma nota de suicídio para sua esposa. O segundo envelope continha uma nota de doação de órgãos e afins. O terceiro continha uma carta para o governador recém-empossado, Robert P. Casey.
Após distribuir os três envelopes aos assessores, Dwyer pegou um outro envelope e retirou dele um revólver Magnum 357, alertando aos que estavam presentes na plateia:
| “ | Por favor, deixem o recinto se isto os ofende. | ” |

Os que estavam na plateia clamaram a Dwyer para abaixar a arma ("Budd, não!" — ouviu-se na transmissão). Alguns tentaram se aproximar dele, e o ouviram dizer:
| “ | Afastem-se, esta coisa vai machucar alguém. | ” |

E estas foram suas últimas palavras. Sem dar ouvidos aos clamores, Dwyer enfiou o cano do revólver na boca e puxou o gatilho. Ele caiu no chão, em frente às câmeras de cinco telejornais. Dwyer foi pronunciado morto na cena às 11h31 da manhã.

## Consequências
Evidências da morte de Budd Dwyer permanecem no local de sua morte, na sala do Tesouro. A parede em frente à qual Budd se encontrava antes de puxar o gatilho ainda tem o buraco da bala, que foi coberto com tinta, mas ainda é visível. Catherine Baker Knoll, que assumiu a Tesouraria em 1989 e lá ficou até 1997, desabafou em 1996, dizendo "eu olho para aquele buraco de bala todos os dias...".
Budd está enterrado no cemitério de Blooming Valley, na Pensilvânia.
Muitas estações de televisão da Pensilvânia exibiram no ar a gravação, que ocorreu perto do meio-dia. Devido a uma tempestade de neve que ocorria na Pensilvânia naquele dia, muitas escolas fecharam e muitas crianças em idade escolar testemunharam o suicídio. Nas horas seguintes, entretanto, os editores de notícias tiveram que decidir se deveriam editar o vídeo ou exibi-lo na íntegra nos telejornais. O caso de Dwyer tornou-se o preferido entre alguns professores de jornalismo para demonstrar que os editores de notícias (especialmente os da televisão) precisam estar preparados para tomar decisões instantâneas, levando em consideração o impacto psicológico nos espectadores.
No fim, muitas estações exibiram o vídeo somente até o momento anterior ao suicídio; outras estações sequer exibiram o vídeo. Pouquíssimas estações exibiram o vídeo na íntegra, sem edições. No Brasil, a TV Globo resolveu praticar autocensura, não exibindo as imagens do ocorrido. Anos depois, em um evento interno satirizando o concorrente Aqui Agora, as imagens do suicídio foram exibidas.